# Marcus Antonsson
Carl Marcus Christer Antonsson (Unnaryd, 8 maggio 1991) è un calciatore svedese, attaccante del Western Sydney.

## Carriera
Antonsson ha mosso i primi passi nell'Unnaryds GoIF, fintanto che nel 2009 non fu prelevato dall'Halmstad: dopo aver fatto parte delle giovanili, ha fatto il suo esordio in Allsvenskan il 7 novembre 2010 sul campo del Djurgården, nell'ultima giornata di quel campionato. Tra il 2010 e il 2011 ha collezionato complessivamente 7 presenze, ma poi è riuscito a trovare maggiore spazio in squadra, complice anche la retrocessione in Superettan.
A partire dal 1º gennaio 2015 è un giocatore del Kalmar: al suo primo anno in biancorosso ha realizzato 12 reti, di cui 4 segnate su calcio di rigore. Un anno dopo ha prolungato il contratto fino al 2018, evitando al club il rischio di perderlo a parametro zero qualche mese dopo.
Capocannoniere fino a quel momento dell'Allsvenskan 2016 con 10 gol in 12 partite, il 28 giugno 2016 ha firmato un contratto triennale con la formazione inglese del Leeds United militante in Championship. Il costo del suo cartellino, comprensivo di bonus, sarebbe ammontato a quasi 2 milioni di sterline.
Al Leeds, tuttavia, durante la Football League Championship 2016-2017 in 16 apparizioni ha realizzato una sola rete, quella del 20 agosto contro lo Sheffield Wednesday. Altre due reti le ha segnate in Coppa di Lega contro il Fleetwood Town e il Norwich City.
L'11 agosto 2017, il Blackburn Rovers ha annunciato il prestito dell'attaccante svedese per l'intera stagione 2017-2018. La squadra militava nel campionato di League One, la terza serie nazionale, e a fine anno ha ottenuto la promozione. Antonsson, che per tutto il mese di gennaio e per buona parte di quello di febbraio è stato assente per un infortunio alla caviglia, ha chiuso il campionato con 31 presenze e 7 gol.
Terminato il prestito, Antonsson ha appreso di non rientrare nei piani del nuovo tecnico del Leeds Marcelo Bielsa. Nel luglio del 2018 è quindi tornato a giocare in Allsvenskan con l'ingaggio da parte dei campioni di Svezia in carica del Malmö FF.
Il 1º ottobre 2020 è stato reso ufficiale il suo passaggio ai norvegesi dello Stabæk, con la formula del prestito fino alla fine dell'anno.
Prima dell'inizio del campionato 2021, dopo aver giocato tre partite in Coppa di Svezia, il Malmö lo ha girato in prestito fino al successivo dicembre all'Halmstad, club neopromosso in Allsvenskan. Qui ha realizzato 6 reti in 27 partite, ma la squadra si è classificata terzultima ed è retrocessa a seguito del doppio spareggio contro l'Helsingborg. Il suo contratto con il Malmö, in scadenza il 31 dicembre 2021, non è stato poi rinnovato.
Nel febbraio 2022 Antonsson è stato ingaggiato a parametro zero dall'IFK Värnamo, squadra neopromossa che si apprestava a disputare il primo campionato di Allsvenskan della propria storia. Le sue 20 reti in 30 partite hanno contribuito al raggiungimento della salvezza diretta da parte dei biancoblu, e hanno reso Antonsson il vice capocannoniere di quel campionato. Al termine della stagione ha lasciato la squadra per fine contratto.
Nel gennaio 2023 è stato reso noto il suo approdo a parametro zero al club saudita dell'Al-Adalah.

## Statistiche

### Presenze e reti nei club
Statistiche aggiornate al 1º ottobre 2020
| Stagione        | Squadra         | Campionato      | Campionato | Campionato | Coppe nazionali | Coppe nazionali | Coppe nazionali | Coppe continentali | Coppe continentali | Coppe continentali | Altre coppe | Altre coppe | Altre coppe | Totale | Totale |
| Stagione        | Squadra         | Comp            | Pres       | Reti       | Comp            | Pres            | Reti            | Comp               | Pres               | Reti               | Comp        | Pres        | Reti        | Pres   | Reti   |
| --------------- | --------------- | --------------- | ---------- | ---------- | --------------- | --------------- | --------------- | ------------------ | ------------------ | ------------------ | ----------- | ----------- | ----------- | ------ | ------ |
| 2010            | Halmstad        | A               | 1          | 0          | CS              | 0               | 0               | -                  | -                  | -                  | -           | -           | -           | 1      | 0      |
| 2011            | Halmstad        | A               | 6          | 0          | CS              | 0               | 0               | -                  | -                  | -                  | -           | -           | -           | 6      | 0      |
| 2012            | Halmstad        | S               | 18+2       | 1+1        | CS              | 4               | 1               | -                  | -                  | -                  | -           | -           | -           | 24     | 3      |
| 2013            | Halmstad        | A               | 20+2       | 4          | CS              | 4               | 1               | -                  | -                  | -                  | -           | -           | -           | 26     | 5      |
| 2014            | Halmstad        | A               | 26         | 6          | CS              | 1               | 2               | -                  | -                  | -                  | -           | -           | -           | 27     | 7      |
| Totale Halmstad | Totale Halmstad | Totale Halmstad | 71+4       | 11+1       |                 | 9               | 4               |                    | -                  | -                  |             | -           | -           | 84     | 16     |
| 2015            | Kalmar          | A               | 29         | 12         | CS              | 0               | 0               | -                  | -                  | -                  | -           | -           | -           | 29     | 12     |
| gen.-lug. 2016  | Kalmar          | A               | 12         | 10         | CS              | 6               | 3               | -                  | -                  | -                  | -           | -           | -           | 18     | 14     |
| Totale Kalmar   | Totale Kalmar   | Totale Kalmar   | 41         | 22         |                 | 6               | 3               |                    | -                  | -                  |             | -           | -           | 47     | 25     |
| 2016-2017       | Leeds Utd       | FLC             | 16         | 1          | FACup+CdL       | 2+3             | 0+2             | -                  | -                  | -                  | -           | -           | -           | 21     | 3      |
| 2017-2018       | Blackburn       | FL1             | 31         | 7          | FACup+CdL+FLT   | 2+1+0           | 1+0+0           | -                  | -                  | -                  | -           | -           | -           | 34     | 8      |
| lug.-dic. 2018  | Malmö FF        | A               | 15         | 8          | CS              | 4               | 3               | UCL+UEL            | 4+10               | 0+5                | -           | -           | -           | 33     | 16     |
| 2019            | Malmö FF        | A               | 26         | 6          | CS              | 6               | 2               | UEL                | 11                 | 1                  | -           | -           | -           | 43     | 9      |
| gen.-ott. 2020  | Malmö FF        | A               | 8          | 1          | CS              | -               | -               | UEL                | 0                  | 0                  | -           | -           | -           | 8      | 1      |
| Totale Malmö FF | Totale Malmö FF | Totale Malmö FF | 49         | 15         |                 | 10              | 5               |                    | 25                 | 6                  |             | -           | -           | 84     | 26     |
| ott.-dic. 2020  | Stabæk          | ES              | 0          | 0          | -               | -               | -               | -                  | -                  | -                  | -           | -           | -           | 0      | 0      |
| Totale carriera | Totale carriera | Totale carriera | 208+4      | 56+1       |                 | 33              | 15              |                    | 25                 | 6                  |             | -           | -           | 270    | 78     |